# Kovács Áron Ádám
Kovács Áron Ádám (egyes helyeken szerepel Kovács Áron néven is) (Sepsiszentgyörgy, 1970. december 28. – Budapest, 2019. szeptember 3.) zeneszerző, zenész, énekes, dalszövegíró, tanár, dramaturg.

## Életútja
Kovács Zoltán biológiatanár és Sinka Éva tanítónő harmadik gyerekeként született. Iskolai tanulmányait szülővárosában végezte a Zeneiskolában, majd a Székely Mikó Kollégiumban (akkori Matematika-Fizika Líceum) és a Mikes Kelemen Líceumban (akkori 2. sz. Ipari Líceum). 1990-ben néhány hónapig a Kovászna megyei Bodokon volt helyettesítő tanár. Családjával még a rendszerváltás előtt adták be kérelmüket, hogy Magyarországra áttelepedhessenek, az engedélyt csak 1990-ben kapták meg. Szüleivel és öccsével Sümegre költözött, de még abban az évben megkezdte főiskolai tanulmányait Budapesten.
Az ELTE Tanárképző Főiskolai Kara ének, zene – karvezetés szakának elvégzése után a Pesti Barnabás Élelmiszeripari Szakképző Iskola és Gimnázium énektanára lett. Ennek drámatagozatán került közel a színházhoz és az alkalmazott zenéhez. 1998-ban alapító tanára volt a Keleti István Alapfokú Művészeti Iskola és Művészeti Szakgimnázium drámatagozatának. A Színház és Filmművészeti Egyetem drámapedagógus szakát 2003-ban végezte el, levelező tagozaton, ezután kezdett az ének és zene mellett színház- és drámatörténetet is tanítani. 2014-től a Pesthidegkúti Waldorf Iskolába szerződött. 2017-ben dramaturg diplomát szerzett a kolozsvári BBTE SzTK-n.

### Tanulmányai
- Eötvös Loránd Tudományegyetem Tanárképző Főiskola – ének, zene – karvezetés – 1994.
- Színház- és Filmművészeti Egyetem – drámapedagógus – 2003.
- Babeș-Bolyai Tudományegyetem Színház és Televízió Kar – dramaturg – 2016.

### Zenei pályafutása
Kisiskolásként nyolc éven át hegedűt tanult, tanára Nagy Hanna volt a sepsiszentgyörgyi Zeneiskolában. Középiskolás korában Hommer Lászlóval megalapították a Yes Man együttest, mellyel saját dalokat és versmegzenésítéseket, ritkábban feldolgozásokat adtak elő. Főiskolásként rövid ideig a Fornax nevű akkori együttesben zenélt, mellette Papp Gáborral duóban játszottak. Később a Kaleta Csaba által vezetett Country Express és Blue Train együtteseknek volt tagja. Színházi zenét, reklámzenét, filmzenét 1995. óta írt. Diákjai számára számos dalciklust komponált.

## Művei

### Diszkográfia
- Az elveszett cirkáló – zenés kocsmarománc

### Hangoskönyvek zenei anyaga[4]
- Alessandro Baricco: A selyem
- Lázár Ervin: Mesék felnőtteknek – Parlando Hangoskönyvek – előadja: Kern András
- Lázár Ervin: A kisfiú meg az oroszlánok – Parlando Hangoskönyvek – előadja: Reviczky Gábor
- Boris Vian: Tajtékos napok – Parlando Hangoskönyvek – előadják: Rudolf Péter, Nagy-Kálózy Eszter
- Lao-Ce: Tao Te King – Parlando Hangoskönyvek – előadja: Kulka János
- Charles Dickens: Karácsonyi ének
- Vámos Miklós: Hogy volt
- Bohumil Hrabal: Sörgyári capriccio – Parlando Hangoskönyvek – előadja: Für Anikó és Kern András
- Bohumil Hrabal: Szigorúan ellenőrzött vonatok – Parlando Hangoskönyvek
- Bohumil Hrabal: Bambini di Praga 1947 – Parlando Hangoskönyvek – előadja: Galkó Balázs
- Bohumil Hrabal: Őfelsége pincére voltam – Parlando Hangoskönyvek – előadja: Galkó Balázs
- Eve Ensler: Vagina monológok – Parlando Hangoskönyvek – előadják: Fullajtár Andrea, Pálmai Anna, Udvaros Dorottya
- Alessandro Baricco: Novecento
- Márai Sándor: Válás Budán – Parlando Hangoskönyvek – előadják: Lukács Sándor, László Zsolt, Görög László
- I. B. Singer: A halott hegedűs
- Émile Ajar: Előttem az élet
- Vaszary Gábor: A szőkékkel mindig baj van

### Közreműködések hanglemezeken
- Torma: Vadul és engedetlenül – Jibrakiss, 1995.

### Filmzenék[5]
- Az elveszett cirkáló – televíziós felvétel
- A fekete tündér – rövidfilm, rendező: Köves Krisztián Károly
- Halálkeringő – játékfilm, rendező: Köves Krisztián Károly
- Bűn és büntetlenség – dokumentumfilm, rendező: Skrabski Fruzsina és Novák Tamás
- Nejem, nőm, csajom – játékfilm, rendező: Szajki Péter

### Színházi zenék[5][6]
- Ödön von Horváth: Kazimir és Karoline – Jibraki Színpad, Budapest, 1995.
- Petőfi Sándor: János vitéz – Pinceszínház, Budapest, 1996.
- Rejtő Jenő – Ladányi Bálint – Kovács Áron Ádám: Az elveszett cirkáló – Jibraki Színpad, Budapest, 1998. – rendező: Kaposi József, Perényi Balázs
- Hókirálynő – Pesti Barnabás  Élelmiszeripari Szakképző Iskola és Gimnázium, 1999.
- Ödön von Horváth: Mit csinál a Kongresszus? – Ódry Színpad, Budapest, 1999.
- Weöres Sándor: Csalóka Péter – Tomcsa Sándor Színház, Székelyudvarhely, 2002.
- Eugéne Ionesco: A kötelesség oltárán – Marosvásárhelyi Nemzeti Színház Tompa Miklós Társulat, 2002. – rendező: Csáki Csilla
- Roland Schimmelpfennig: Push up 1-3 – Ódry Színpad, Budapest, 2003. – rendező: Csáki Csilla
- Füst Milán: Lázadók – Tomcsa Sándor Színház, Székelyudvarhely, 2003. – rendező: Dézsi Szilárd
- Szabó Magda: Mondják meg Zsófikának – IBS Színpad, Budapest, 2003.  – rendező: Csáki Csilla
- Prévert – Hervay: Mintakollekció az árnyékos oldalról – Szatmárnémeti Északi Színház Harag György Társulat, 2003.
- Vörösmarty Mihály: Csongor és Tünde – Kolibri Színház és KIMI – rendező: Perényi Balázs
- Peer Krisztián: Szorongás Orfeum – Jászai Mari Színház, Tatabánya, 2008. – rendező: Perényi Balázs
- Jutta Bauer: A színek királynője – Napsugár Bábszínház, Békéscsaba, 2009.
- Peer Krisztián – Vörösmarty Mihály: Behajtani szabad – Jászai Mari Színház, Tatabánya, 2009. – rendező: Perényi Balázs
- Szilágyi – Gálffi: Tiszántúli Emanuelle – Ódry Színpad, Budapest, 2011. – rendező: Máthé Zsolt, Gálffi László
- Alessandro Baricco: Novecento – Ódry Színpad, Budapest, 2011. – rendező: Papp Dániel
- Upor László: A tettyei muzsikusok – Bóbita Bábszínház, Pécs, 2012. – rendező: Perényi Balázs
- Apró hősök – Káva Kulturális Műhely, 2013. – rendező: Perényi Balázs
- 3050 gramm – Káva Kulturális Műhely, 2014. – rendező: Sereglei András
- Alfred Jarry: Übüség – Figura Stúdió Színház, Gyergyószentmiklós, 2014. – rendező: Márkó Eszter
- Jékely Zoltán: Oroszlánok Aquincumban – Aquincumi Múzeum, Budapest, 2014. – rendező: Papp Dániel
- Rejtő Jenő: Úrilány szobát keres – Soltis Lajos Színház, 2015. – rendező: Ecsedi Erzsébet
- ...ma egy nap... – BBTE SzTK, 2015 – rendező: Bodó A. Ottó
- Kárpáti Péter: Bagolykisasszony meséje – Bóbita Bábszínház, Pécs, 2015.
- Köves József – Balázs Árpád – Baranyi Ferenc: Nyakigláb, Csupaháj, Málészáj – József Attila Színház, Budapest, 2015. – rendező: Márkó Eszter
- Vörösmarty Mihály: Csongor és Tünde – Zentai Kamaraszínház, 2016. – rendező: Perényi Balázs
- Maros András: Büntető – Bóbita Bábszínház, Pécs, 2017. – rendező: Perényi Balázs
- Rigó Béla nyomán: Boldog mese – Tomcsa Sándor Színház, Székelyudvarhely, 2017. – rendező: Márkó Eszter
- A bőgős fia meg az ördögök – Szatmárnémeti Északi Színház Brighella Bábtagozat, 2018. – rendező: Sramó Gábor
- Komfortzóna – Vekker Műhely és a RÉV Színházi és Nevelési Társulat, 2018.

### Dramaturg
- Kárpáti Péter: A szerelem megszállott rabjának története avagy mit tett Umáma Átikával – PHWI, 2015.

## Díjak, kitüntetések
- Bonis Bona-díj, kiváló tehetséggondozó kategória